# Jana Mashonee

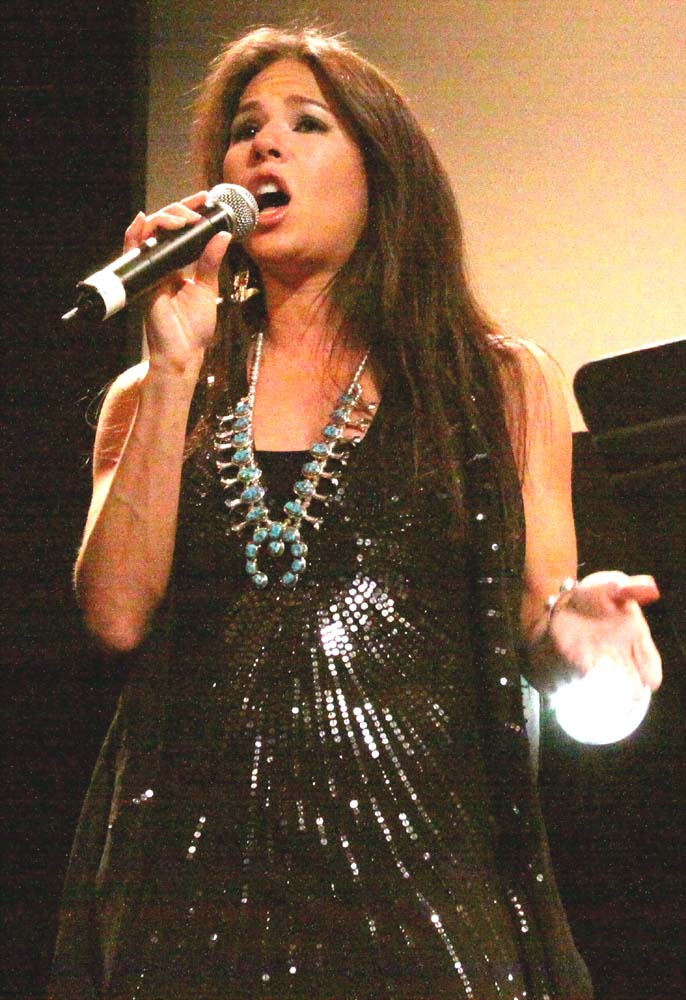
Jana Mashonee (2010)

Jana Mashonee (* 11. Mai 1980) ist eine US-amerikanische Musikerin und Schauspielerin indianischer Abstammung.

## Leben und Wirken
Jana Mashonee ist indianischer Abstammung und gehört zum Stamm der Lumbee. Sie studierte Psychologie am Davidson College und erwarb den Grad eines Bachelors.
Ihre erste Single Ooh, Baby, Baby war im Billboard Magazine pop single of the week. More Than Life war ihre nächste Single, u. a. remixed von DJ Skribble. Ihre nächste Veröffentlichung war eine umstrittene Coverversion von Led Zeppelins Stairway to Heaven, für das sie den Native American Music Award bekam. Ihre Single Found a Love enthält u. a. einen Remix von Schiller.
Ihr Debütalbum Flash of a Firefly zeigt ihre Perspektive auf das Leben, es ist eine sehr persönliche Arbeit. Auf ihrem Album American Indian Christmas singt sie zehn traditionelle Weihnachtslieder in zehn verschiedenen indianischen Sprachen, begleitet von einem Orchester und traditionellen indianischen Instrumenten. Ihr Album American Indian Story ist ein episches Abenteuer und erzählt die Geschichte des Mädchens Sha'Kona und ihres Stammes sowie ihre Reise in die Neue Welt. Das Album wurde für den Grammy Award im Jahr 2007 nominiert.
Das Video aus dem Album gewann 2007 den Best Domestic Music Video Award auf dem Queens International Film Festival in New York.
Mashonee spielte außerdem die Hauptrolle im Film Raptor Ranch.

## Stiftung Jana's Kids
Mashonee gründete die Stiftung Jana's Kids und engagiert sich in diesem Rahmen für die Unterstützung  indianischer Jugendlicher. Als Teil von Mashonees  „Triple A“-Initiative vergibt die Stiftung Stipendien an Menschen, die Talente in den Bereichen Wissenschaft, Sport oder Kunst vorweisen können.

## Alben
- Flash of a Firefly (2005)
- American Indian Christmas (2005)
- American Indian Story (2006)
- New Moon Born (2009)

## Singles
- What I Am to You (1997)
- Near Me (1998)
- Ooh, Baby, Baby (1999)
- More Than Life (2001)
- Stairway to Heaven (2002)
- Found a Love (2003)

## Videos
- The Enlightened Time (2006)

## Filmografie
- 2009: Raptor Ranch

## Auszeichnungen
Jana Mashonee erhielt für ihre Singles und Alben sechs Mal den renommierten Native American Music Award für: Song of the Year, Female Artist of the Year, Record of the Year, Best Producer für die Produktion von American Indian Christmas und zweimal für Best Pop Recording.